# Баканов, Дмитрий Владимирович
Дми́трий Влади́мирович Бака́нов (род. 7 октября 1985, Ленинск, Кызылординская область) — российский государственный деятель. Генеральный директор госкорпорации «Роскосмос» с 6 февраля 2025 года. Заместитель министра транспорта России (2022—2025). Действительный государственный советник РФ 1-го класса.

## Биография
Дмитрий Баканов родился 7 октября 1985 года в городе Ленинск Кызылординской области Казахской ССР.
Обучался в Санкт-Петербургском государственном университете экономики и финансов (СПбГЭУ) по специальности «экономист», окончил его в 2007 году.
С 2006 года работал специалистом отдела фондовых и кредитных операций, финансовым аналитиком, специалистом отдела регионального аудита, старшим специалистом отдела внутреннего контроля в ЗАО «ЕвроАксис Банк», ОАО «Банк ВЕФК», КБ «Ренессанс Капитал».
С 2008 года работал в ОАО «Ситроникс», где прошёл путь от специалиста департамента внутреннего контроля и аудита до начальника отдела закупок.
В 2011 году защитил диссертацию кандидата экономических наук на тему «Рост национальной конкурентоспособности как фактор обеспечения экономической безопасности России». Согласно данным Диссернета автореферат диссертации содержит значительные некорректные заимствования (плагиат), выводы диссертации оказались отличными от выводов автореферата, текст диссертации поступил в Российскую государственную библиотеку только в 2017 году, через 6 лет после защиты диссертации, тогда как должен был быть направлен в течение месяца; всего на 2016 год было обнаружено отсутствие 1052 диссертаций из СПбГЭУ; по мнению экспертов, это может значить, что защиты этих диссертаций не было.
В сентябре 2011 года был назначен президентом, с октября 2016 года — генеральным директором компании «Спутниковая система „Гонец“». Руководил компанией до мая 2019 года. Через 2 года после назначения Баканова бывший директор компании Александр Галькевич был задержан по подозрению в мошенничестве в особо крупных размерах, ему инкриминировали ущерб в 350 млн рублей. Вскрыл факты нецелевого расходования средств, выделенных бюджетом в рамках Федеральной космической программы именно Баканов и написал о них письмо главе Роскосмоса Владимиру Поповкину, после чего и было заведено уголовное дело.
В бытность Баканова директором компании «Спутниковая система „Гонец“» в 2017 году она вошла в состав совместного предприятия ООО «УанВэб» на 40 % и ещё 60 % принадлежали OneWeb. В январе-феврале 2019 года доля российской стороны была увеличена до контрольного пакета 51 %; «OneWeb» — 49 %. Также, по заявлению Рогозина, планировалось получить долю в основном проекте OneWeb. Планировалось запустить над территорией России широкополосный спутниковый интернет OneWeb, по сути прямого конкурента Starlink Илона Маска. Поэтому ряд СМИ сравнивали Баканова с Маском. 25 июля 2019 ГКРЧ отказала британской спутниковой системе OneWeb в выделении частот в РФ.
Несмотря на это компания OneWeb в ходе 13 запусков ракеты-носителя Союз-2, 1 запуска ракеты-носителя LVM-3 и 3 запусков ракеты-носителя Falcon 9 вывела на орбиту 584 спутника системы OneWeb. 6 из этих спутников — российские.
В августе 2019 года перешёл в министерство транспорта, где занял пост директора департамента цифровой трансформации. В его обязанности входило внедрение инноваций в транспортный комплекс, в том числе в железнодорожный, авиационный и морской.
Был исполнительным директором ООО «Почтовая логистическая компания» (входит в группу компаний Почты России).
26 апреля 2022 года был назначен на должность заместителя министра транспорта России.
В 2023 году стал председателем совета директоров АО «ГЛОНАСС». Во время управления Бакановым «ГЛОНАСС» запустил проект беспилотных транспортных средств на трассе М-11 для доставки коммерческих грузов, рассматривался вариант расширения проект и на трассе М-12 до Казани.

### Роскосмос
6 февраля 2025 года назначен генеральным директором госкорпорации «Роскосмос».
Спустя неделю после назначения Баканов произвел ряд кадровых изменений в «Роскосмосе» — из ведомства ушли первый заместитель гендиректора Андрей Ельчанинов и заместитель гендиректора по науке Александр Блошенко, статс-секретарь Ольга Вилкова и замгендиректора Арсений Брыкин..
15 февраля посетил космодром «Восточный», где проинспектировал ход строительства жилых домов для сотрудников космодрома в микрорайоне «Звёздный» города Циолковский. В микрорайоне планируется возвести жилье для 7 тысяч человек. В рамках этой поездки он также обсудил вопросы строительства трассового измерительного пункта «Сахалин», предназначенного для российского наземного автоматизированного комплекса управления космическими аппаратами научного и социально-экономического назначения, в городе городе Поронайск Сахалинской области.
4 марта 2025 года Роскосмос и Министерство науки и технологий Мьянмы заключили Меморандум о взаимопонимании и сотрудничестве в области исследования и использования космического пространства в мирных целях. Документ подписали глава Роскосмоса Дмитрий Баканов и министр науки и технологий Мьянмы Мьоу Тейн Чжо. Церемония прошла в присутствии лидеров двух стран в Москве. После Баканов и Мьоу Тейн Чжо посетили посетили ракетно-космический центр «Прогресс» в Самаре.
В начале июня 2025 года был утвержден национальный проект «Космос», 20 мая на стратсессии у председателя правительства Баканов в первый раз представил новую версию национального проекта, а позже утвердили её у Президента РФ. В рамках нацпроекта частная компания «Бюро-1440» планирует вывести на орбиту на первом этапе 300 интернет-спутников, на втором этапе их число может увеличиться до 900 аппаратов. Россия направит на национальный проект по космической деятельности 4,4 трлн рублей до 2036 года. Запущен проект будет с 1 января 2026 года. .
Руководства «Роскосмоса» и NASA в июне 2025 провели консультации в Москве по техническому состоянию Международной космической станции (МКС) для выполнения коммерческой миссии Axiom-4. С американской стороны присутствовали исполняющая на тот момент обязанности администратора NASA Джанет Петро и заместитель администратора по реализации космических программ Кеннет Бауэрсокс. С российской стороны в этом обсуждении участвовали Сергей Крикалев и Сергей Савельев.
26 июня корабль Crew Dragon с коммерческим экипажем прибыл на МКС. В его экипаж вошли астронавт Axiom и бывший астронавт NASA, командир Пегги Уитсон, пилот, представитель Индии Шубаншу Шукла и специалисты миссии из Венгрии и Польши Тибор Капу и Славош Узнански. 14 июля корабль Crew Dragon с четырьмя космическими туристами отстыковался от МКС для возвращения на Землю. 15 июля в 9:31:36 UTC (12:31:36 мкс) корабль приводнился в Тихом океане у побережья штата Калифорния, недалеко от Сан-Диего. 16 июля Дмитрий Баканов впервые сообщил прессе о том что в июне в Москве прошли контакты между NASA и Роскосмосом..

## Семья
Согласно декларациям от 2019—2020 годов, в тот период был женат и воспитывал несовершеннолетнего ребёнка. Проект Sota сообщил об удалении информации о семье чиновника из статьи «Комсомольской правды» в феврале 2025 года.
При этом на сайте минтранса РФ сообщается что Баканов не женат и детей у него нет.
В СМИ и соцсетях неоднократно назывался «самым красивым чиновником России» и крашем россиянок.

## Награды
- Орден Дружбы[23];
- Медаль ордена «За заслуги перед Отечеством» II степени[23];
- Медаль 100-летия гражданской авиации[23];
- Медаль «За безупречный труд и отличие» I степени (Минтранс России)[23];
- Медаль «За содружество во имя спасения» МЧС России[23];
- Медаль «За укрепление боевого содружества» Минобороны РФ[23];
- Медаль ФСТЭК России «За укрепление государственной системы защиты информации»[23];
- Медаль Калашникова (Минпромторг РФ)[23];
- Медаль «За заслуги в развитии рыбного хозяйства России» I степени[23];
- Медаль «За содействие ФНС»[23].